# The Harry Potter Lexicon
The Harry Potter Lexicon er et stort online leksikon over J. K. Rowlings bogserie Harry Potter. 

## Indhold
I leksikonet kan man finde en beskrivelse af næsten alt fra alle syv Harry Potter-bøger. Både personer, eliksirer, besværgelser, magiske dyr, steder og objekter m.m. er beskrevet i leksikonet. I leksikonet findes også en guide til J. K. Rowlings hjemmeside og tidslinjer, som beskriver meget nøjagtigt, hvordan hele bogserien har udspillet sig helt ned til hver enkelt dag. Udover at være leksikon byder hjemmesiden også på et forum og en webshop. Den er på engelsk, men kan stilles om til enten spansk eller fransk indtil videre. Men som der står på hjemmesiden, vil den snareste komme på flere sprog.
The Harry Potter Lexicon er desuden en af vinderne af J. K. Rowlings Fan Site Award, hvor hun har udvalgt de bedste fanhjemmesider om Harry Potter. Den komplette Fan Site Award-liste kan læses på J. K. Rowlings hjemmeside.